# Ljubinskij rajon
Il Ljubinskij rajon (in russo Любинский район?) è un rajon dell'Oblast' di Omsk, nella Russia asiatica; il capoluogo è Ljubinskij. Istituito nel 1924, ricopre una superficie di 3.300 chilometri quadrati e consta di una popolazione di circa 42.000 abitanti.